# Grimislava van Kiev
Grimislava van Kiev (circa 1185/1195 – vermoedelijk 8 november 1258) was van 1207 tot 1210 en van 1211 tot 1227 groothertogin-gemalin van Polen.

## Levensloop
Ze was een dochter van Ingvar van Kiev, vorst van het Kievse Rijk en prins van Loetsk uit het huis Ruriken, en diens gemalin wier identiteit onbekend is.
Rond het jaar 1207 huwde ze met groothertog Leszek I van Polen en dit huwelijk was een deel van de oosterse uitbreidingspolitiek die Leszek voerde. Met een korte onderbreking in de periode 1210-1211 bleef ze groothertogin-gemalin van Polen tot in november 1227, toen haar echtgenoot werd vermoord. Daarna was ze regentes voor haar minderjarige zoon Bolesław de Kuise en ook nadat haar zoon volwassen was verklaard, bleef ze als adviseur invloed uitoefenen op het regeerbeleid van haar zoon.
Ook richtte ze het franciscanenklooster van Zawichost op, waarmee ze nauwe contacten onderhield. In het jaar 1258 overleed ze, vermoedelijk op 8 november, waarna ze waarschijnlijk in dit klooster begraven werd.
Er zijn verschillende meningen over de afkomst van Grimislava. Sommige historici geven aan dat Leszek I in 1207 of 1208 met een onbekende dochter van grootvorst Ingvar van Kiev huwde en pas enkele jaren later (tussen 1208 en 1211) met Grimislava zou gehuwd zijn. Deze historici stellen dat Grimislava in dat geval de dochter van Jaroslav van Kiev geweest zou zijn.

## Nakomelingen
Grimislava en Leszek I kregen volgende kinderen:
- Salomea (1211-1268), huwde met prins Koloman van Galicië
- Helena (gestorven in 1265), huwde met Vasilko, jongste zoon van prins Roman van Vladimir.
- Bolesław V (1226-1279), van 1243 tot 1279 groothertog van Polen en van 1227 tot 1279 hertog van Sandomierz.

- Gemeinsame Normdatei: 1044090219
- International Standard Name Identifier: 0000 0004 1861 7885
- Library of Congress Control Number: n2014001347
- Virtual International Authority File: 305259209
- WorldCat: E39PBJg8KWVRBQG8pb994r8grq